# Lenguas semíticas meridionales
Las lenguas semíticas meridionales constituyen una rama de la familia semítica ampliamente aceptada como grupo filogenético válido.

## Aspectos históricos, sociales y culturales
El semítico meridional se divide en dos ramas, las lenguas sudarábigas modernas (que incluyen media docena de lenguas habladas en la costa meridional de la península arábiga) y las lenguas etiópicas (habladas en el cuerno de África, concretamente en Etiopía y Eritrea). Las lenguas etiópicas son demográficamente más importantes y suman la mayor parte de los hablantes del semítico meridional.

### Historia
La región de procedencia, desde la que se dispersaron las lenguas semíticas meridionales, ha sido objeto de muchas discusiones entre especialistas, aunque se cree que podría haber sido una porción meridional de la península arábiga, ya que las lenguas semíticas llegaron a Etiopía y Eritrea durante el I milenio a. C. Así, la presencia histórica de hablantes de lenguas semíticas en esa región se habría debido a una migración relativamente reciente de hablantes del semítico meridional desde Yemen. La hipótesis de que las lenguas semíticas se habrían originado en Etiopía y de ahí habrían pasado a la península arábiga, tal como sugirieron A. Murtonen (1967) o Lionel Bender (1997), ha sido desechada y no tiene aceptación en la actualidad. La hipótesis más común es similar a la formulada por Andrew Kitchen o Christopher Ehret a principios del siglo XXI, la cual sugiere que las lenguas semíticas se originaron en el Oriente Próximo.

### Uso y distribución
La lista de Ethnologue incluye una veintena de lenguas semíticas meridionales, seis en la rama sudarábiga y 14 en la rama etiópica.
Las principales lenguas de Eritrea son el tigriña y el tigré, que son lenguas noretiópicas, mientras que en Etiopía predominan las lenguas suretiópcas, como el amhárico, el argoba o el silt'e. El ge'ez fue una lengua histórica y culturalmente importante y continúa siendo usado como lengua litúrgica de la Iglesia ortodoxa etiópica. La mayor parte de las lenguas etiópicas tienen un número importante de hablantes y son de amplio uso social.
Por otra parte, las lenguas sudarábigas modernas tienen actualmente un número reducido de hablantes y han perdido terreno frente al árabe moderno, que es la principal lengua tanto en Yemen como en Omán.

## Descripción lingüística

### Clasificación
Además de las lenguas etiópicas y sudarábigas modernas, en el semítico meridional incluye el sudarábigo antiguo o epigráfico, que parece más relacionado con las lenguas etiópicas que con las lenguas sudarábigas modernas. Así, la clasificación estándar es:
- Semítico meridional occidental
  - Antiguo sudarábigo, extinto desde hace siglos. Al principio se pensó que era el antecesor de las lenguas sudarábigas modernas, que actualmente se consideran un grupo aparte no derivado directamente del antiguo sudarábigo.
  - Lenguas etiópicas (Semítico etiópico, etiosemítico), formado por las lenguas semíticas de Etiopía y Eritrea.
- Semítico meridional oriental, formado por las lenguas sudarábigas modernas, que son habladas por pequeños grupos de hablantes en Yemen (Mahra y Socotra) y Omán (Dhofar).